# 刘玉佩
刘玉佩（?—?），宛平人，是一名清朝政治人物。
刘玉佩曾于顺治十二年(1655年)接替纪耀任邵武府知府一职，顺治十四年(1657年)由原体蒙接任。